# Józef Radoń
Józef Radoń (ur. 25 listopada 1927, zm. 16 listopada 2007) – pułkownik pilot Sił Zbrojnych Polskiej Rzeczypospolitej Ludowej, oficer Wojsk Obrony Powietrznej Kraju, dowódca 10 Pułku Lotnictwa Myśliwskiego OPK im. Ludowych Partyzantów Ziemi Krakowskiej.

## Życiorys
Urodził się w Siedliskach, powiat Brzozów, województwo podkarpackie. W 1948 ukończył państwowe liceum ogólnokształcące dla dorosłych. W sierpniu 1948 roku wstąpił do Oficerskiej Szkoły Lotniczej w Dęblinie. Szkolił się według programu pilotów myśliwskich na samolotach UT-2 i na samolotach bojowych myśliwskich typu Jak-9. W marcu 1950 ukończył studia w stopniu chorążego. Rozpoczął służbę zawodową jako pilot w 2 pułku lotnictwa myśliwskiego w Krakowie. Od 1951 służył w 13 pułku lotnictwa myśliwskiego w Warszawie kolejno jako pilot, dowódca klucza lotniczego (1951-1952), pomocnik dowódcy eskadry (1952), szef strzelania powietrznego (1952-1953). W okresie stalinizmu w 1953 roku zwolniony ze służby wojskowej i przeniesiony do rezerwy na skutek oskarżenia o brak patriotyzmu, pracował jako inspektor w Zarządzie Ośrodków Akademickich i główny mechanik w Warszawskich Zakładach Motoryzacyjnych. W 1957 roku przywrócony do służby wojskowej, odbył przeszkolenie teoretyczne w Oficerskiej Szkole Lotniczej nr 5 im. Żwirki i Wigury w Radomiu i praktyczne w 62 pułku lotnictwa myśliwskiego w Poznaniu-Krzesinach. W latach 1957–1959 nawigator eskadry w 1 pułku lotnictwa myśliwskiego w Mińsku Mazowieckim, a w latach 1959-1961 nawigator w 13 pułku lotnictwa myśliwskiego w Łęczycy. W 1964 ukończył 3-letnie studia w Akademii Sztabu Generalnego WP w Rembertowie. Od kwietnia 1965 był zastępcą dowódcy, a w latach 1966-1972 dowódcą 10 Pułku Lotnictwa Myśliwskiego OPK im. Ludowych Partyzantów Ziemi Krakowskiej. Awans na stopień pułkownika otrzymał w 1978 roku. W kolejnych latach zawodowej służby wojskowej (1972-1985) był starszym inspektorem do spraw Bezpieczeństwa Lotów w 1 Korpusie Obrony Powietrznej Kraju w Warszawie. W lipcu 1985 roku przeniesiony w stan spoczynku.
Zmarł 16 listopada 2007 roku. Pochowany na Cmentarzu Wojskowym na Powązkach w Warszawie (kwatera FII-13-2).
Był pilotem pierwszej klasy. Posiadał nalot 2400 godzin. Pilotował samoloty UT-2, Po-2, Jak-9, Jak-11, Jak-17, Jak-23, MiG-15, Lim-2, Lim-5, Lim-5 P, TS-8 Bies, MiG-21, TS-11 Iskra.
Odznaczony m.in. Krzyżem Kawalerskim Orderu Odrodzenia Polski, Złotym Krzyżem Zasługi oraz wieloma medalami. Posiadał tytuł honorowy i odznakę Zasłużony Pilot Wojskowy PRL.